# Rioni di Roma

Rioni di Roma

I rioni di Roma costituiscono il primo livello di suddivisione toponomastica di Roma Capitale e indicano le zone del centro storico di Roma.
Il termine rappresenta l'esito nel romanesco medievale del latino volgare *REGIŌNE(M) (di genere maschile, mentre il latino classico rĕgĭō, -ōnis, da cui deriva, è femminile) ed è appunto utilizzato sin dal Medioevo.

## I rioni
La lista completa dei ventidue rioni, in ordine di numero, è la seguente. Il rione Prati, l'ultimo in ordine numerico, è l'unico a trovarsi fuori dalla cinta muraria di Roma, costituita dalle mura aureliane, dalle mura gianicolensi e dalle mura leonine.
| Stemma | Numero   | Nome            | Popolazione | Superficie  | Densità         | Circoscrizione | Mappa |
| ------ | -------- | --------------- | ----------- | ----------- | --------------- | -------------- | ----- |
|        | R. I     | Monti           | 11 956      | 1,6508 km²  | 7052,9 ab./km²  | Municipio I    |       |
|        | R. II    | Trevi           | 2 063       | 0,5503 km²  | 3973,6 ab./km²  | Municipio I    |       |
|        | R. III   | Colonna         | 1 898       | 0,2689 km²  | 6576,4 ab./km²  | Municipio I    |       |
|        | R. IV    | Campo Marzio    | 5 470       | 0,8817 km²  | 6241,4 ab./km²  | Municipio I    |       |
|        | R. V     | Ponte           | 3 375       | 0,3189 km²  | 10120,8 ab./km² | Municipio I    |       |
|        | R. VI    | Parione         | 2 283       | 0,1938 km²  | 12174,2 ab./km² | Municipio I    |       |
|        | R. VII   | Regola          | 3 017       | 0,3189 km²  | 9540,8 ab./km²  | Municipio I    |       |
|        | R. VIII  | Sant'Eustachio  | 1 839       | 0,1688 km²  | 10478,4 ab./km² | Municipio I    |       |
|        | R. IX    | Pigna           | 2 624       | 0,2063 km²  | 12336,8 ab./km² | Municipio I    |       |
|        | R. X     | Campitelli      | 515         | 0,5990 km²  | 873,0 ab./km²   | Municipio I    |       |
|        | R. XI    | Sant'Angelo     | 990         | 0,1376 km²  | 7953,7 ab./km²  | Municipio I    |       |
|        | R. XII   | Ripa            | 2 477       | 0,8485 km²  | 2956,6 ab./km²  | Municipio I    |       |
|        | R. XIII  | Trastevere      | 12 962      | 1,8008 km²  | 7162,0 ab./km²  | Municipio I    |       |
|        | R. XIV   | Borgo           | 2 689       | 0,4877 km²  | 5924,8 ab./km²  | Municipio I    |       |
|        | R. XV    | Esquilino       | 21 263      | 1,5807 km²  | 13369,1 ab./km² | Municipio I    |       |
|        | R. XVI   | Ludovisi        | 1 546       | 0,3251 km²  | 4565,1 ab./km²  | Municipio I    |       |
|        | R. XVII  | Sallustiano     | 2 191       | 0,2614 km²  | 8872,1 ab./km²  | Municipio I    |       |
|        | R. XVIII | Castro Pretorio | 5 228       | 1,0374 km²  | 4912,8 ab./km²  | Municipio I    |       |
|        | R. XIX   | Celio           | 2 439       | 0,8254 km²  | 3021,2 ab./km²  | Municipio I    |       |
|        | R. XX    | Testaccio       | 7 563       | 0,6628 km²  | 11669,9 ab./km² | Municipio I    |       |
|        | R. XXI   | San Saba        | 3 366       | 1,1068 km²  | 3107,6 ab./km²  | Municipio I    |       |
|        | R. XXII  | Prati           | 14 631      | 1,2743 km²  | 11207,8 ab./km² | Municipio I    |       |
|        |          | Totale rioni    | 112 385     | 15,4659 km² | 7226,6 ab./km²  |                |       |

## Storia

### LeRegionesromane

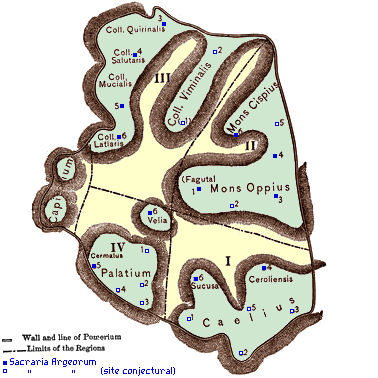
Le IV regiones serviane

La prima suddivisione urbana fu stabilita nel VI secolo a.C. da Servio Tullio. Furono istituite quattro regiones all'interno del pomerium:
1. Suburana (Celio)
2. Esquilina (Esquilino)
3. Collina (Quirinale e Viminale)
4. Palatina (Palatino e Velia)

Non erano compresi nella suddivisione né il Campidoglio, probabilmente per il suo carattere di cittadella difensiva e polo religioso comuni, né l'Aventino, ancora al di fuori del pomerio.
Successivamente, in età imperiale, sotto Augusto si ebbe una nuova suddivisione, che comprendeva il territorio cittadino allargatosi anche oltre i confini delle vecchie mura repubblicane. Si ebbero quattordici regiones, tutte sulla riva sinistra del Tevere tranne Transtiberim, l'attuale Trastevere.
Esse erano:
1. Porta Capena
2. Caelimontium
3. Isis et Serapis
4. Templum Pacis
5. Esquiliae
6. Alta Semita
7. Via Lata
8. Forum Romanum
9. Circus Flaminius
10. Palatium
11. Circus Maximus
12. Piscina Publica
13. Aventinus
14. Transtiberim

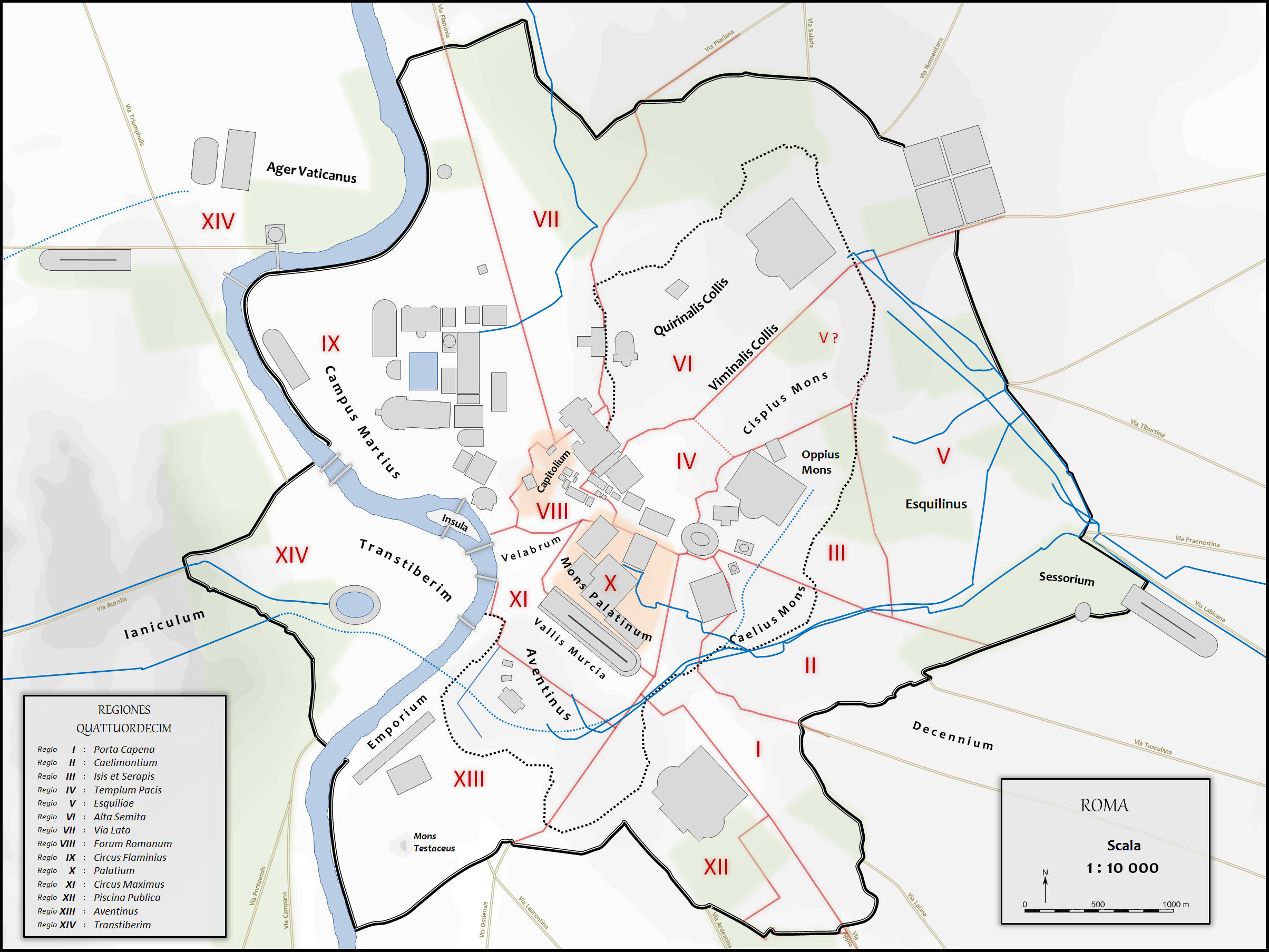
Le XIV regiones istituite da Augusto

Con la caduta dell'Impero romano d'Occidente e la decadenza di Roma come centro culturale, la popolazione diminuì e si perse anche la suddivisione amministrativa interna della città.

### I rioni dal Medioevo
Intorno al XII secolo iniziò a delinearsi una nuova suddivisione in dodici parti, non per una imposizione dall'alto ma semplicemente per uso comune. Anche se le zone erano diverse da quelle antiche, si continuò ad usare lo stesso termine: regio in latino e rione in volgare. I confini dei rioni diventarono definitivi e ufficiali nel XIII secolo: il loro numero era salito a tredici, con l'aggiunta di Trastevere. Il termine "rioni" compare per la prima volta nel Catalogo di Torino dell'inizio del XIV secolo. In questo periodo i confini non erano molto chiari: spesso le abitazioni erano concentrate al centro di un determinato rione e le zone di confine erano praticamente deserte, quindi non era nemmeno necessario che i confini fossero delineati con precisione.

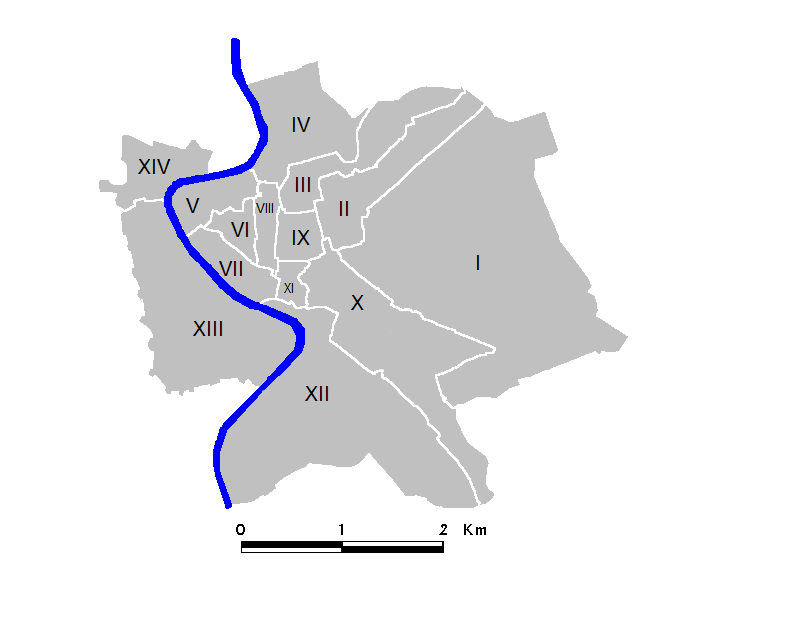
I 14 rioni di Roma tra il 1586 e il 1798.

I tredici rioni tardo-medievali elencati dal Catalogo di Torino erano:
1. Regio Montium et Biberate (R. I Monti)
2. Regio Trivio et Vielate (R. II Trevi)
3. Regio Columpne et sancte Marie in Aquiro (R. III Colonna)
4. Regio Posterule et sancti Laurentii in Lucina (R. IV Campo Marzio)
5. Regio Pontis et Stortichiarioram (R. V Ponte)
6. Regio sancti Eustachii et vinee Tedemarii (R. VIII Sant'Eustachio)
7. Regio Arenule et Chacabariorum (R. VII Regola)
8. Regio Parionis et sancti Laurentii in Damaso (R. VI Parione)
9. Regio Pinee et sancti Marci (R. IX Pigna)
10. Regio sancti Angeli in Foro Piscium (R. XI Sant'Angelo)
11. Regio Ripe et Marmorate (R. XII Ripa)
12. Regio Campitelli in sancti Adriani (R. X Campitelli)
13. Regio Transtiberim (R. XIII Trastevere)

Appare evidente in molti casi la contiguità, sia nell'onomastica sia nella numerazione, tra i tredici rioni del XIV secolo e la lista "canonica" poi stabilizzatasi in età moderna.
Con il Rinascimento, iniziò un'intensa opera di sistemazione e riorganizzazione della città: molte parti all'interno delle mura che erano praticamente deserte furono allora urbanizzate e vennero costruite nuove strade e fontane; divenne pertanto necessario delimitare chiaramente i confini dei rioni. Uno dei criteri adottati in questa definizione fu una ripartizione numericamente equa della popolazione: ciò spiega la grande estensione di rioni decentrati quali Monti, Campitelli o Ripa, scarsamente abitati, e i più piccoli - ma anche più popolosi - rioni dell'ansa del Tevere, ove si era concentrato l'abitato a partire dall'epoca post-classica.
Nel 1586 Sisto V aggiunse un quattordicesimo rione nella zona di San Pietro: Borgo, creando una situazione di equilibrio che, anche grazie alla limitata crescita demografica, rimase tale fino al XIX secolo.

### Età moderna
Nel 1798, durante l'occupazione francese della città, si tentò una razionalizzazione della suddivisione tradizionale, con l'istituzione di dodici rioni (tra parentesi c'è la corrispondenza moderna):
1. Terme (parte di Monti);[3]
2. Suburra (parte di Monti);[3]
3. Quirinale (Trevi);
4. Pincio (Colonna);
5. Marte (Campo Marzio);
6. Bruto (Ponte);
7. Pompeo (Regola e Parione);
8. Flaminio (Sant'Eustachio);
9. Pantheon (Pigna e Sant'Angelo);
10. Campidoglio (Campitelli e Ripa);
11. Gianicolo (Trastevere);
12. Vaticano (Borgo);

Dopo poco la Roma napoleonica viene suddivisa nuovamente in otto parti, ora chiamate ufficialmente Giustizie:
1. Monti;
2. Trevi;
3. Colonna e Campo Marzio;
4. Ponte e Borgo;
5. Parione e Regola;
6. Sant'Eustachio e Pigna;
7. Campitelli, Sant'Angelo e Ripa;
8. Trastevere.

In questo modo i rioni più piccoli furono accorpati a quelli più grandi. Il pregio di tale risistemazione fu che i francesi imposero di scrivere su tutte le strade i rispettivi nomi con la zona di appartenenza: per la prima volta non ci fu nessuna ambiguità riguardo ai confini.
Il periodo successivo fu di relativo ristagno senza novità rilevanti nell'organizzazione della città.

### I rioni dopo l'unità d'Italia
Tutto cambiò quando Roma divenne capitale d'Italia. L'afflusso continuo di immigrati dal resto d'Italia e la nascita di tutti i centri necessari ad una capitale comportarono un'intensa urbanizzazione e una crescita della popolazione, sia all'interno delle mura aureliane che all'esterno. Nel 1874 i rioni divennero quindici con l'aggiunta dell'Esquilino, ricavato da Monti.
All'inizio del XX secolo iniziarono a svilupparsi i primi quartieri al di fuori delle mura. A seguito del notevole ampliamento della città avvenuto nel trentennio dal 1890 al 1920, l'Associazione fra i Romani segnalò all'Amministrazione l'opportunità di istituire nuovi Rioni e Quartieri, in aggiunta ai quindici rioni già esistenti. Così, nel 1921, la Giunta Municipale dispose di istituire altri sette rioni e di assegnare ad ognuno di essi un proprio stemma:
1. Rione XVI. Ludovisi. «Stemma Boncompagni-Ludovisi: di rosso a tre bande di oro ritirate nel capo e un dragone d'oro reciso in punta.»
2. Rione XVII. Sallustiano. «Di azzurro allo specchio di Venere Ericina di oro.»
3. Rione XVIII. Castro Pretorio. «(Macao Terme). Di rosso all'insegna dei pretoriani d'oro.»
4. Rione XIX. Celio. «(Caput Africae). D'argento alla testa d'Africa di nero, coperta della spoglia di elefante e coronata di spighe d'oro.»
5. Rione XX. Testaccio. «Di rosso all'anfora d'oro.»
6. Rione XXI. S. Saba. «(Sub Aventino). Di azzurro al crescente lunare d'argento in capo e l'arco di Diana d'oro in punta.»
7. Rione XXII. Prati. «Di azzurro al Mausoleo di Adriano di argento.»

Nel contempo, ai primi quattordici antichi rioni venne aggiunto l'appellativo Vetere, per distinguerli dell'Esquilino, istituito dopo il 1870, e dai precedenti ultimi sette.
Ludovisi, Sallustiano e Castro Pretorio nacquero rispettivamente da Colonna, Trevi e Monti, con lo scorporo da ognuno della propria area nord-orientale; la porzione sud-orientale di Campitelli andò a formare il rione Celio; dal vasto rione Ripa furono separate l'area sud-occidentale e quella sud-orientale, che divennero Testaccio e San Saba. 

### Caporioni
A partire dal tardo Medioevo, ogni rione era comandato da un capo rione (o caporione). Ogni caporione era supportato nella sua attività di controllo dell'ordine pubblico da alcuni cittadini comuni di sua fiducia, detti constabili, o capotori.
In particolare, il Capo Rione del Rione I era anche chiamato Priore dei Caporioni e costituiva, insieme ai tre Conservatori, il Magistrato Romano, svolgendo pertanto il duplice ruolo di caporione e di magistrato subalterno. Nelle epigrafi commemorative, il Priore dei Caporioni è indicato in forma latina ("cap. reg. urbis priore"). Questa figura proveniva solitamente dalla nobiltà cittadina, a differenza degli altri caporioni, i quali lo furono solo fino a metà del secolo XVIII.
La carica di Priore dei caporioni fu soppressa infine con la riforma di Pio IX, con legge speciale tramite motu proprio del 1º ottobre 1847 intitolata Struttura e organizzazione municipale e dell'amministrazione degli uffici.